# Isanthrene echemon
Isanthrene echemon là một loài bướm đêm thuộc phân họ Arctiinae, họ Erebidae.